# Balkanura
Genre
Balkanura est un genre de collemboles de la famille des Neanuridae.

## Distribution
Les espèces de ce genre se rencontrent dans les Balkans et en Turquie.

## Liste des espèces
Selon Checklist of the Collembola of the World (version du 10 octobre 2019) :
- Balkanura cainadasi Cassagnau & Peja, 1979
- Balkanura jugoslawica (Palissa & Zivadinovic, 1974)
- Balkanura wiktori Smolis, 2003

## Publication originale
- Cassagnau, 1979 : Les collemboles Neanuridae des pays dinaro-balkaniques: leur intérêt phylogénétique et biogéographique. Biologia Gallo-Hellenica, vol. 8, p. 185-203.